# Кругова поляризація світла

Права кругова поляризація світла.

Ліва кругова поляризація світла.

В електродинаміці кругова поляризація або інакше циркулярна поляризація електромагнітного випромінювання — це один із станів поляризації, при якій вектор електричного поля E у кожній точці електромагнітного поля хвилі має постійну величину, але його напрямок обертається з постійною швидкістю в площині, перпендикулярній до напряму поширення хвилі.

## Відмінність хвиль з круговою та плоскою поляризацією
Кругову поляризацію можна як окремий випадок більш загального поняття еліптичної поляризації, коли кінці векторів E і Н електричного поля і магнітного поля електромагнітної хвилі при обертанні описують еліпси. Еліптична поляризація виникає при додаванні двох взаємно перпендикулярних лінійно поляризованих коливань з різними амплітудами та різницею фаз. З такої точки зору лінійну поляризацію можна розглядати також як інший граничний окремий випадок еліптичної поляризації.

## Інтернет-ресурси
- Circularly polarized light: beetles and displays
- Article on the mantis shrimp and circular polarization
- Animation of Circular Polarization (on YouTube)
- Comparison of Circular Polarization with Linear and Elliptical Polarizations (YouTube Animation)
- Reversal of handedness of circularly polarized light by mirror. A demonstration – simple, cheap & instructive